# Rubelita
Rubelita là một đô thị thuộc bang Minas Gerais, Brasil. Đô thị này có diện tích 1109,229 km², dân số năm 2007 là 8299 người, mật độ 9,3 người/km².